# ویلموش لازار
ویلموش لازار (ارمنی: Վիլմոշ Հովհաննեսի Լազար؛ مجاری: Vilmos Lázár؛ ۲۴ اکتبر ۱۸۱۷ – ۶ اکتبر ۱۸۴۹) فرد نظامی ارمنی‌تبار اهل مجارستان با درجه سرهنگی که در ارتش مجارستان خدمت می‌نمود.

## زندگی‌نامه
وی در ۲۴ اکتبر ۱۸۱۷ در زرنجانین به دنیا آمد و از فارغ‌التحصیل گشت.  وی در ۶ اکتبر ۱۸۴۹ در سن ۳۱ سالگی در آراد به‌خاطر حضورش در انقلاب ۱۸۴۸ مجارستان اعدام شد